# Ronald Maul
Ronald Maul (Jena, 13 de fevereiro de 1973) é um ex-futebolista profissional alemão que atuava como defensor.

## Carreira
Ronald Maul se profissionalizou no VfL Osnabrück.

## Seleção
Ronald Maul integrou a Seleção Alemã de Futebol na Copa das Confederações de 1999.